# Notre-Dame-d'Allençon
Notre-Dame-d'Allençon è un ex comune francese di 582 abitanti situato nel dipartimento del Maine e Loira nella regione dei Paesi della Loira. Dal 1º gennaio 2017 è accorpato al nuovo comune di Terranjou.

## Società

### Evoluzione demografica
Abitanti censiti